# 日本の旗一覧
日本の旗一覧は、日本で現在用いられ、または、かつて用いられた旗の一覧。

## 国旗
| 旗 | 名称                           | 使用期間                                                     | 形状・根拠法等 |
| -- | ------------------------------ | ------------------------------------------------------------ | --- |
|    | 日章旗（日の丸）               | 1999年（平成11年）8月13日 - 現在                             | 縦横比2:3。白色の地の中心に、直径が縦の5分の3となる紅色の日章を配置。国旗及び国歌に関する法律（平成11年法律第127号）1条。 |
|    | 御国旗（日の丸）               | 1870年2月27日（明治3年1月27日） - 1999年（平成11年）8月13日  | 縦横比7:10。地の色は白色。直径が縦の5分の3となる紅色の日章を、旗の中心から旗竿側に横の長さの100分の1偏した位置に配する。郵船商船規則（明治3年太政官布告第57号）。また、国旗及び国歌に関する法律（平成11年法律第127号）附則3項。 |
|    | 御国旗（国旗、国旗章、日の丸） | 1870年10月27日（明治3年10月3日） - 1889年（明治22年）10月7日 | 縦横比43:60。現行の日章旗と同じ旗の風下（旗竿と逆の淵）に横の20分の1の余幅を加える。海軍御旗章国旗章並諸旗章（明治3年太政官布告第651号）。                                                                                      |
|    | 御国印（白地日之丸）           | 1863年9月18日-1870年2月27日                                  | 規格は特に定められていない。文久三亥年八月六日周防守下附（1863年9月18日）。 |

## 皇室
皇室に関する旗。
1889年（明治22年）9月30日に、宮内省達第17号により、天皇旗、皇后旗、皇太子旗、親王旗が定められた。同達によれば、さらに以下の者がそれぞれの旗を用いることとされた。
- 皇后旗 - 太皇太后、皇太后
- 皇太子旗 - 皇太子妃
- 親王旗 - 内親王、親王妃

なお、この際、宮内省達第18号により明治4年9月15日布告中の旗章を天皇旗に、明治10年7月6日宮内省布告中の旗章を皇后旗に、それぞれ再整理している。
この直後、同年10月7日の明治22年勅令第101号「海軍旗章条例」によって、別の法的根拠を以て天皇旗及び皇后、皇太子、親王各旗が定められた。使用できる者やデザインはほぼ同一であった。
1926年（大正15年）10月21日、大正15年皇室令第7号「皇室儀制令」で次の6種類の旗が定められるとともに、附則にて明治22年宮内省達17号を廃止した。
- 天皇旗
- 太皇太后旗・皇太后旗・皇后旗
- 摂政旗[注釈 2]
- 皇太子旗・皇太孫旗
- 皇太子妃旗・皇太孫妃旗
- 親王旗・親王妃旗・内親王旗・王旗・王妃旗・女王旗（いわゆる「皇族旗」）

一方の「海軍旗章条例」は、「海軍旗章令」を経て、1932年（昭和7年）の「海軍旗章令」全部改正で旗の形状は「皇室儀制令」と同一になった。第2次世界大戦における日本の敗戦を経て、1947年（昭和22年）に「皇室儀制令」及び「海軍旗章令」はいずれも廃止され、法的根拠を喪った。

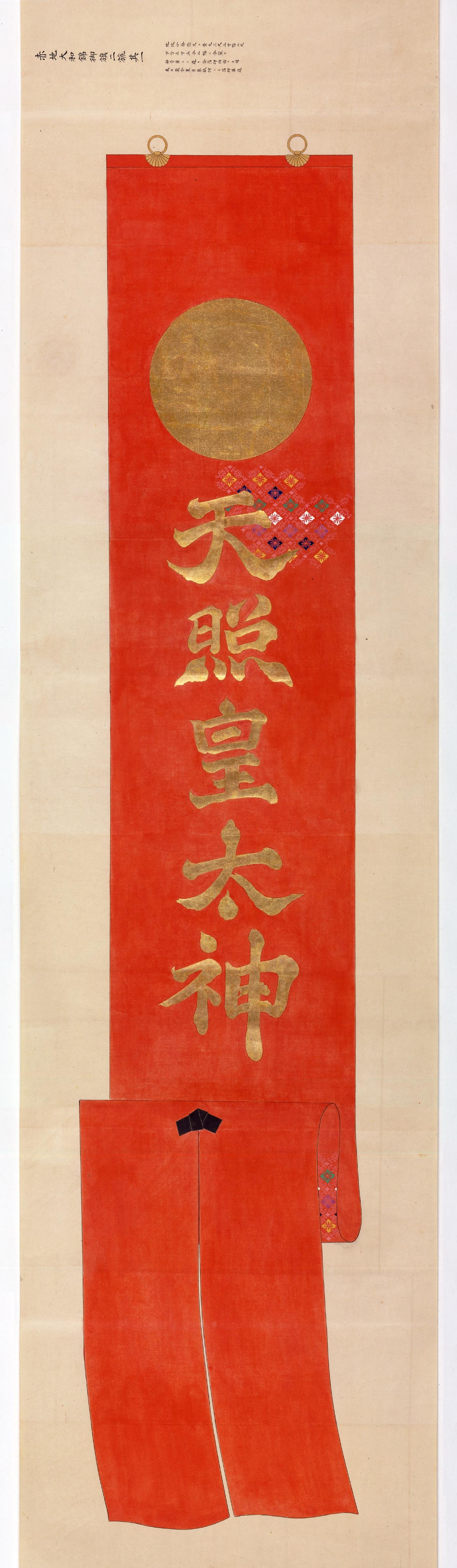
浮田可成・画『戊辰所用錦旗及軍旗真図』より「赤地大和錦御旗」。錦の御旗の模写図。

- 天皇旗（1869-）
- 上皇旗（2019-）[注釈 3]
- 皇后旗・皇太后旗・太皇太后旗（1889-）、上皇后旗（2019-）
- 摂政旗（1926-）
- 皇太子旗（1889-）、皇太孫旗（1926-）
- 皇太子妃旗・皇太孫妃旗（1926-）
- 皇嗣旗（2020-）[注釈 4]
- 皇族旗（1926-）

## 軍旗・自衛隊旗
江戸時代以前の軍の旗は歴史上の旗の節を参照。

### 旧日本軍

#### 大日本帝国陸軍
- 軍旗（陸軍御国旗）
- 軍旗（連隊旗）
- 歩兵連隊軍旗
- 騎兵連隊軍旗
- 第一大隊旗
- 第二大隊旗
- 第三大隊旗
- 二・二六事件で掲げられた日章旗

#### 大日本帝国海軍
- 海軍の軍旗（旭日旗）
- 大将旗
- 中将旗
- 少将旗
- 代将旗
- 司令旗
- 海軍の先任旗 (代将旗の紅白を反転)
- 當直旗

### 自衛隊
自衛隊に関する旗。
- 自衛隊旗（陸上自衛隊で使用）
- 自衛艦旗（海上自衛隊で使用）
- 航空自衛隊旗

- 内閣総理大臣旗
- 防衛大臣旗
- 防衛副大臣旗
- 防衛大臣政務官旗
- 統合幕僚長旗
- 陸上幕僚長旗
- 海上幕僚長旗
- 航空幕僚長旗
- 海上自衛隊の長旗
- 旧警察予備隊・保安隊（自衛隊の前身）の旗
- 旧警備隊 (保安庁)（海上自衛隊の前身）の旗

## その他の国の機関

### 水上警察
- 水上警察の旗

### 海上保安庁
- 海上保安庁の旗
- 国土交通大臣旗
- 海上保安庁長官旗

### その他
- 税関旗

## 地方自治体

### 都道府県・都道府県庁所在地・政令指定都市・中核市
都道府県に関する旗、都道府県庁所在地、政令指定都市、中核市の旗。

北海道旗
札幌市の市旗 (北海道庁所在地) (政令指定都市)
旭川市の市旗 (中核市)
函館市の市旗 (中核市)
青森県旗
青森市の市旗 (青森県庁所在地) (中核市)
八戸市の市旗 (中核市)
岩手県旗
盛岡市の市旗 (岩手県庁所在地) (中核市)
宮城県旗
仙台市の市旗 (宮城県庁所在地) (政令指定都市)
秋田県旗
秋田市の市旗 (秋田県庁所在地) (中核市)
山形県旗
山形市の市旗 (山形県庁所在地) (中核市)
福島県旗
福島市の市旗 (福島県庁所在地) (中核市)
郡山市の市旗 (中核市)
いわき市の市旗 (中核市)
茨城県旗
水戸市の市旗 (茨城県庁所在地) (中核市)
栃木県旗
宇都宮市の市旗 (栃木県庁所在地) (中核市)
群馬県旗
前橋市の市旗 (群馬県庁所在地) (中核市)
高崎市の市旗 (中核市)
埼玉県旗
さいたま市の市旗 (埼玉県庁所在地) (政令指定都市)
川越市の市旗 (中核市)
越谷市の市旗 (中核市)
川口市の市旗 (中核市)
千葉県旗
千葉市の市旗 (千葉県庁所在地) (政令指定都市)
船橋市の市旗 (中核市)
柏市の市旗 (中核市)
東京都旗
新宿区の区旗 (東京都庁所在地)
八王子市の市旗 (中核市)
神奈川県旗
横浜市の市旗 (神奈川県庁所在地) (政令指定都市)
川崎市の市旗 (政令指定都市)
相模原市の市旗 (政令指定都市)
横須賀市の市旗 (中核市)
新潟県旗
新潟市の市旗 (新潟県庁所在地) (政令指定都市)
富山県旗
富山市の市旗 (富山県庁所在地) (中核市)
石川県旗
金沢市の市旗 (石川県庁所在地) (中核市)
福井県旗
福井市の市旗 (福井県庁所在地) (中核市)
山梨県旗
甲府市の市旗 (山梨県庁所在地) (中核市)
長野県旗
長野市の市旗 (長野県庁所在地) (中核市)
岐阜県旗
岐阜市の市旗 (岐阜県庁所在地) (中核市)
静岡県旗
静岡市の市旗 (静岡県庁所在地) (政令指定都市)
浜松市の市旗 (政令指定都市)
愛知県旗
名古屋市の市旗 (愛知県庁所在地) (政令指定都市)
豊田市の市旗 (中核市)
岡崎市の市旗 (中核市)
豊橋市の市旗 (中核市)
三重県旗
津市の市旗 (三重県庁所在地)
滋賀県旗
大津市の市旗 (滋賀県庁所在地) (中核市)
京都府旗
京都市の市旗 (京都府庁所在地) (政令指定都市)
大阪府旗
大阪市の市旗 (大阪府庁所在地) (政令指定都市)
堺市の市旗 (政令指定都市)
高槻市の市旗 (中核市)
東大阪市の市旗 (中核市)
豊中市の市旗 (中核市)
枚方市の市旗 (中核市)
八尾市の市旗 (中核市)
寝屋川市の市旗 (中核市)
兵庫県旗
神戸市の市旗 (兵庫県庁所在地) (政令指定都市)
姫路市の市旗 (中核市)
西宮市の市旗 (中核市)
尼崎市の市旗 (中核市)
明石市の市旗 (中核市)
奈良県旗
奈良市の市旗 (奈良県庁所在地) (中核市)
和歌山県旗
和歌山市の市旗 (和歌山県庁所在地) (中核市)
鳥取県旗
鳥取市の市旗 (鳥取県庁所在地) (中核市)
島根県旗
松江市の市旗 (島根県庁所在地) (中核市)
岡山県旗
岡山市の市旗 (岡山県庁所在地) (政令指定都市)
倉敷市の市旗 (中核市)
広島県旗
広島市の市旗 (広島県庁所在地) (政令指定都市)
福山市の市旗 (中核市)
呉市の市旗 (中核市)
山口県旗
山口市の市旗 (山口県庁所在地)
下関市の市旗 (中核市)
徳島県旗[注釈 6]
徳島市の市旗 (徳島県庁所在地)
香川県旗
高松市の市旗 (香川県庁所在地) (中核市)
愛媛県旗
松山市の市旗 (愛媛県庁所在地) (中核市)
高知県旗
高知市の市旗 (高知県庁所在地) (中核市)
福岡県旗
福岡市の市旗 (福岡県庁所在地) (政令指定都市)
北九州市の市旗 (政令指定都市)
久留米市の市旗 (中核市)
佐賀県旗
佐賀市の市旗 (佐賀県庁所在地)
長崎県旗
長崎市の市旗 (長崎県庁所在地) (中核市)
佐世保市の市旗 (中核市)
熊本県旗
熊本市の市旗 (熊本県庁所在地) (政令指定都市)
大分県旗
大分市の市旗 (大分県庁所在地) (中核市)
宮崎県旗
宮崎市の市旗 (宮崎県庁所在地) (中核市)
鹿児島県旗
鹿児島市の市旗 (鹿児島県庁所在地) (中核市)
沖縄県 の旗
那覇市の市旗 (沖縄県庁所在地) (中核市)

## 党旗
| 旗                           | 使用期間          | 政党               |
| ---------------------------- | ----------------- | ------------------ |
|                              | 2017–             | 都民ファーストの会 |
|                              | 1995–             | 維新政党・新風     |
|                              | 1972–             | 日本共産党         |
|                              | 1970–             | かりゆしクラブ     |
|                              | 1955–             | 自由民主党 (日本)  |
| 過去に存在した政党・政治団体 |                   |                    |
|                              | 1923–1942 1946–？ | 立憲養正會         |
|                              | 2005-2013         | 国民新党           |
|                              | 1960-1994         | 民主社会党         |
|                              | 1945-1996         | 日本社会党         |
|                              | 1936-1944         | 東方会             |
|                              | 1936-1940         | 大日本青年党       |

## 歴史的な旗
時代は使用が開始された年代。

### 安土桃山時代以前
- 風林火山の旗
- 織田信長の旗印
- 錦の御旗（1221～19世紀）、実際には縦に掲げる。
- 琉球王国の商船旗
- 琉球王国の国旗[6]

### 江戸時代
| 旗 | 使用期間  | 用途                           |
| -- | --------- | ------------------------------ |
|    | 1859-     | 幕府陸軍の旗、幕府海軍の国籍旗 |
|    | 1863-1867 | 幕府海軍の軍旗                 |

### 明治時代以降
ただし、軍旗などはそれぞれの節を参照。
- 開拓使の旗（北辰旗）
- 初代税関旗
- 工部省の旗（工部省御艦旗章）
- 逓信省灯台局付属船の旗（灯台局附属船旗章）
- アメリカ占領下の琉球の商船旗（琉球船舶旗。国際信号旗の「D旗」）
- アメリカ占領下の沖縄民政府提案の沖縄旗
- 連合国軍占領下の日本内地の海軍及び商船旗（国際信号旗の「E旗」）
- 琉球政府の商船旗

### 台湾
| 旗                                                       | 使用期間              | 用途                                       | 根拠法令等                          |
| 民間                                                     | 民間                  | 民間                                       | 民間                                |
| -------------------------------------------------------- | --------------------- | ------------------------------------------ | ----------------------------------- |
|                                                          | 1903年 3月1日-7月31日 | 第5回内国勧業博覧会台湾館に掲揚された旗    |                                     |
| 臺灣電力株式會社社旗                                     | 不明-1945年           | 台湾電力株式会社の社旗                     |                                     |
| 台湾総督府                                               |                       |                                            |                                     |
| 臺灣總督府警察署分署旗章                                 | 1897年-1901年         | 台湾総督府警察署分署の旗                   | 明治30年12月訓令第169号             |
| 臺灣總督府郵政旗                                         | 1898年-1916年         | 台湾総督府の郵政旗                         |                                     |
| 臺灣總督府警察旗章                                       | 1901年-1945年         | 台湾総督府警察の旗                         | 明治34年12月訓令第423号             |
| 臺灣總督府郵政旗                                         | 1916年-1945年         | 台湾総督府の郵政旗                         |                                     |
| 輸出入植物取締ノ爲植物檢査員ノ乘用スル船舶ニ揭揚スル旗章 | 1919年-1945年         | 植物検査員が乗用する船舶に掲揚する旗       | 昭和4年4月14日台湾総督府告示第50号  |
| 臺灣總督府交通局海事出張所用船旗章                       | 1919年-1945年         | 台湾総督府交通局海事出張所の船に掲揚する旗 | 昭和11年5月15日台湾総督府告示第64号 |

### 朝鮮
| 旗                                             | 使用期間      | 用途                                         | 根拠法令等                           |
| 統監府                                         | 統監府        | 統監府                                       | 統監府                               |
| ---------------------------------------------- | ------------- | -------------------------------------------- | ------------------------------------ |
| 統監旗                                         | 1906年-1910年 | 統監府統監の旗                               | 明治39年2月15日勅令21号              |
| 朝鮮総督府                                     |               |                                              |                                      |
| 航路標識用船ノ旗章                             | 1910年-1945年 | 航路標識用船の旗                             | 明治43年10月1日朝鮮総督府告示第12号  |
| 朝鮮総督府税関所属船ノ旗章                     | 1910年-1945年 | 朝鮮総督府税関所属船の旗                     | 明治43年11月11日朝鮮総督府告示第45号 |
| 漁業ノ取締及調査ヲ行フ朝鮮總督府所屬船舶ノ旗章 | 1928年-1945年 | 漁業取締および調査を行う朝鮮総督府所属船の旗 | 昭和3年1月27日朝鮮総督府告示第25号   |
| 第一種鉄道局旗                                 | 1923年-1945年 | 朝鮮総督府鉄道局の第一種鉄道局旗             | 大正12年9月18日達甲第728号           |
| 第二種鉄道局旗                                 | 1923年-1945年 | 朝鮮総督府鉄道局の第二種・第三種鉄道局旗     | 大正12年9月18日達甲第728号           |
| 朝鮮総督府監獄旗章                             | 1927年-1945年 | 朝鮮総督府監獄の旗                           | 昭和2年12月2日朝鮮総督府告示第405号  |

## その他
- 安全旗
- 安全衛生旗
- 労働衛生旗
- 郵政旗